# Regalo a sorpresa
Regalo a sorpresa è un film italiano del 2013 diretto da Fabrizio Casini.

## Trama
Luca vive con la madre e non vuole convivere con la fidanzata Elena. Lei però si stanca di aspettarlo e rompe la relazione con lui. Per "recuperare" Luca le offre un anello che mette in un uovo di Pasqua. Il pasticcere che confeziona il dono, però, si sbaglia ed Elena si ritrova con una frusta sadomaso. Quindi non gradisce e, con l'aiuto di Marco, Luca cercherà nuovamente di rimediare.

## Curiosità
- Il robot umanoide utilizzato per la scena nel pub (quando Massimo Ceccherini è vestito da diavolo) è MecWilly, lo stesso robot che nel 2010 è stato utilizzato come impiegato robot all'anagrafe del Comune di Rimini[1].